# Onthophagus taayai
Onthophagus taayai là một loài bọ cánh cứng trong họ Bọ hung (Scarabaeidae).